# La Sequera de Haza
La Sequera de Haza è un comune spagnolo di 31 abitanti situato nella comunità autonoma di Castiglia e León.